# 赤城神社 (新宿区)
赤城神社（あかぎじんじゃ）は、東京都新宿区赤城元町にある神社。明治維新までは赤城大明神や赤城明神社と呼ばれた。

## 祭神
岩筒雄命（いわつつおのみこと）と、相殿として赤城姫命（あかぎひめのみこと）を祀る。
岩筒雄命は火の神である迦具土神より生まれ、経津主神の親神にあたるという。赤城姫命は一説によると神社を創建した大胡氏の息女と伝わり、別当寺である東覚寺の本地仏であった。

## 由緒
鎌倉時代の正安2年（1300年）、上野国赤城山の麓から牛込に移住した大胡彦太郎重治により、牛込早稲田の田島村に創建されたと伝わる 。文安元年（1444年）には、大般若経が奉納された。
寛正元年（1460年）、江戸城を築城した太田道灌により牛込台に移された。その後、弘治元年（1555年）、大胡宮内少輔により現在地に移される。江戸時代には徳川幕府によって江戸大社の一つとされ、牛込の鎮守として信仰を集めた。
『江戸名所図会』では「赤城明神社」として紹介され、大胡重泰（おおごしげやす）により創建されたこと、牛込の鎮守であり別当寺は東覚寺（天台宗）であることなどが記されている。

## 歴史

### 年表
- 正安2年（1300年）：大胡彦太郎重治が上野国赤城神社から勧請し、牛込早稲田の田島村に創建。
- 寛正元年（1460年）：太田道灌により牛込台に遷座。
- 弘治元年（1555年）：大胡宮内少輔により現在地に遷座。
- 天和3年（1683年）：江戸幕府により江戸大社に列する。
- 天保13年（1842年）3月7日：火災により、社殿全焼。後に再建。
- 明治元年（1868年）：明治維新に際し、名を赤城神社と改める。
- 明治6年（1873年）：郷社に列する。
- 明治9年（1876年）：横寺町の北野神社（朝日天満宮）を、境内社として遷座。
- 昭和20年（1945年）4月13日：太平洋戦争の戦災により、社殿全焼。
- 昭和26年（1951年）10月：本殿を再建。
- 昭和34年（1959年）5月：拝殿・幣殿を再建。
- 昭和37年（1962年）10月：境内社の出世稲荷神社社殿を再建。
- 平成17年（2005年）10月：戦災で焼失していた境内社の北野神社を、蛍雪天神として再興[4]。
- 平成20年（2008年）3月：境内に隣接し、資金面で支えていた私立赤城幼稚園が閉園。
- 平成22年（2010年）9月：「赤城神社 再生プロジェクト」に伴う建て替え完成。
- 平成23年（2011年）10月：2011年度グッドデザイン賞(ビジネスソリューションのデザイン)受賞。

### 再生プロジェクト
平成21年（2009年）から22年にかけて「赤城神社 再生プロジェクト」と銘する工事が行われた。老朽化した社殿全体を建て替え、当神社境内に隣接していた幼稚園（私立赤城幼稚園）は少子化などの理由により閉園。その跡地を再開発するにあたり、建築コストを神社側で全て賄うのは難しい状況にあった。
そこで三井不動産レジデンシャルが約70年の定期借地権を設定して神社から土地を借り、神社の建て替えとともに敷地内に分譲マンションを建設、建物内にホールやギャラリーなどの施設を併設するというものである。そして地代や賃貸による収入を神社の運営に充てるとともに、借地権の期限が来たらマンションを解体し神社の杜に戻す予定である。
デザイン監修は、地元神楽坂に在住し同神社の氏子でもある、建築家の隈研吾が担当。マンションの内外にも神社と調和する意匠が施され、境内の既存樹木についても、一部については保存・活用が図られた。これについては、三井不動産レジデンシャル側の担当者が、隈本人から自ら協力したいという申し出があった、と話している。先述の通り、2011年度グッドデザイン賞を住宅部門とビジネスソリューション部門の両方で受賞。
この改築に伴い、境内の複数本の神木および大山巌元帥の昭忠碑（日露戦役を記念し明治39年に建立）が撤去された。

## 境内社
出世稲荷神社
祭神は宇迦御魂命、保食命。牛込赤城元町の鎮守。
蛍雪天神
祭神は菅原大神。戦災で焼失した北野神社を、旺文社の寄付により再興したもの。蛍雪天神の名は『螢雪時代』に由来し、受験生の合格を祈願する。

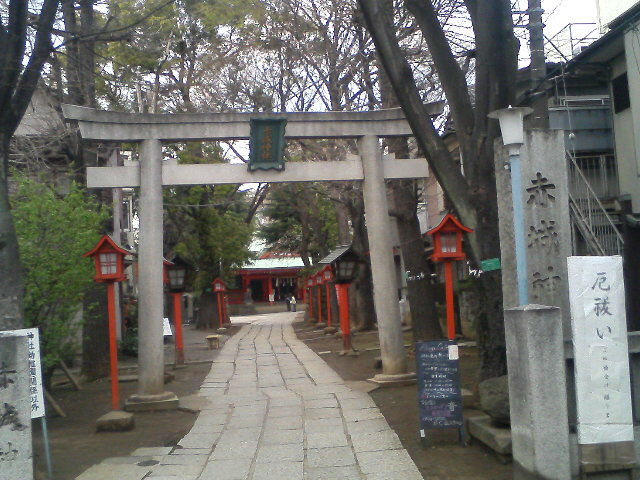
赤城神社境内
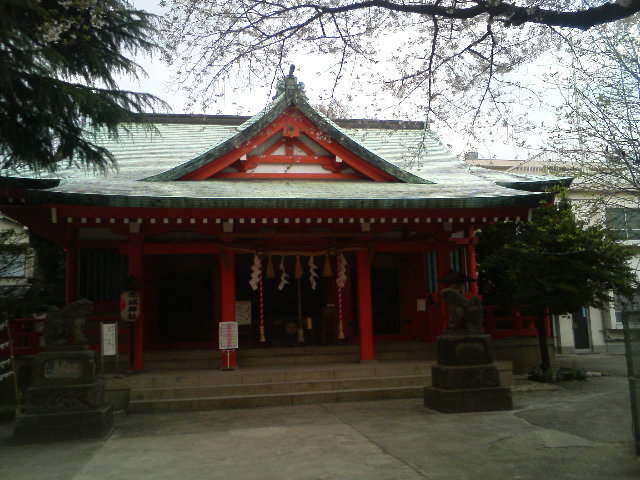
赤城神社旧本殿
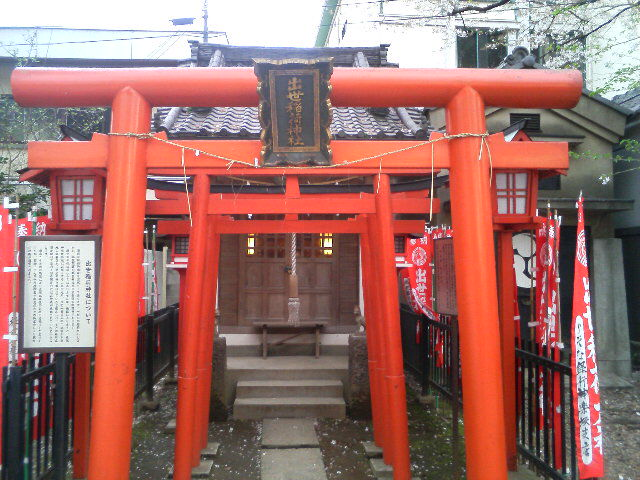
境内社・出世稲荷神社
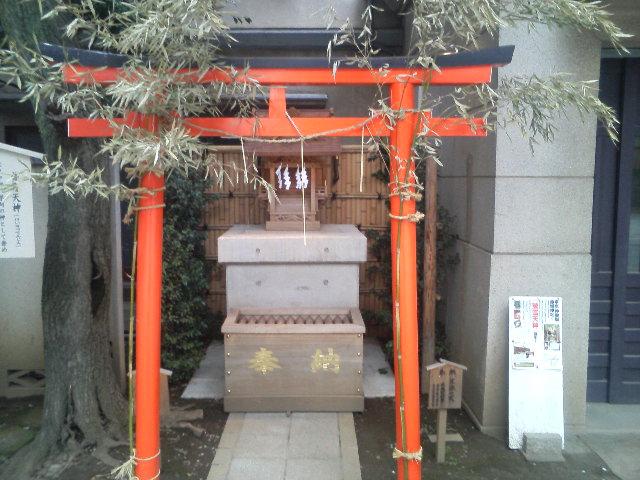
境内社・蛍雪天神

## 氏子地域
- 赤城下町
- 赤城元町
- 市谷山伏町
- 榎町
- 改代町
- 神楽坂六丁目
- 北町
- 北山伏町
- 細工町
- 水道町
- 箪笥町
- 築地町
- 天神町
- 中里町
- 中町
- 西五軒町
- 二十騎町
- 払方町
- 東榎町
- 弁天町
- 南榎町
- 南町
- 南山伏町
- 山吹町
- 矢来町
- 横寺町
- 早稲田町
- 早稲田鶴巻町

## 交通アクセス
- 東京メトロ東西線・神楽坂駅 1b出口より 徒歩1分（経路案内）。
- 都営大江戸線・牛込神楽坂駅 A2・A3出口より 徒歩6分
- 東京メトロ有楽町線・江戸川橋駅 A4出口より 徒歩7分
- JR中央・総武線他・飯田橋駅 B3・C1出口より 徒歩9分